# Zakochani (film 1938)
Zakochani (ang. Sweethearts) – amerykański film z 1938 w reżyserii W.S. Van Dyke’a.

## Obsada
- Jeanette MacDonald jako Gwen Marlowe
- Nelson Eddy jako Ernest Lane
- Frank Morgan jako Felix Lehman
- Ray Bolger jako Hans
- Florence Rice jako Kay Jordan
- Mischa Auer jako Leo Kronk
- Herman Bing jako Oscar Engel
- George Barbier jako Benjamin Silver
- Reginald Gardiner jako Norman Trumpett
- Fay Holden jako Hannah
- Allyn Joslyn as Dink
- Lucile Watson jako pan Marlowe
- Gene Lockhart jako Augustus
- Kathleen Lockhart jako ciocia Amelia
- Berton Churchill jako Sheridan
- Terry Kilburn jako brat
- Raymond Walburn jako Orlando
- Douglas McPhail jako Harvey
- Betty Jaynes jako Una
- Olin Howland jako Appleby
- Dalies Frantz jako pianista

## Nagrody i nominacje
| Nazwa nagrody | Wygrane                                                                          | Nominacje                                                                                       |
| ------------- | -------------------------------------------------------------------------------- | ----------------------------------------------------------------------------------------------- |
| Oscar         | 1939 Nagroda Specjalna - Nagroda honorowa II Allen M. Davey oraz Oliver T. Marsh | 1939 Najlepsza muzyka Herbert Stothart Najlepszy dźwięk Douglas Shearer Metro-Goldwyn-Mayer SSD |